# Dave Lougheed
Pour les articles homonymes, voir Lougheed.
Pas d'image ? Cliquez ici

a Compétitions nationales et continentales officielles uniquement.

b Matchs officiels uniquement.
Dernière mise à jour le 6 février 2024.
David Cameron Lougheed, né le 11 avril 1968 à Toronto (Canada), est un ancien joueur de rugby à XV canadien, évoluant au poste d'ailier ou de centre pour l'équipe nationale du Canada.

## Carrière

### Clubs successifs
- Toronto Welsh
- Balmy Beach de Toronto
- Leicester Tigers
- Gloucester RFC

### Équipe nationale
Dave Lougheed a connu 34 sélections internationales en équipe du Canada, il fait ses débuts le 16 juin 1990 contre l'Argentine. Sa dernière apparition a lieu le 21 octobre 2003 contre l'Italie.  
Il joue huit matchs de Coupe du Monde : 1995, 1999, 2003.

## Palmarès

### Sélections nationales
- 34 sélections en équipe du Canada
- 7 essais
- 35 points
- Nombre de sélections par année : 1 en 1990, 2 en 1991, 2 en 1992, 3 en 1993, 4 en 1994, 5 en 1995, 3 en 1996, 3 en 1997, 2 en 1998, 7 en 1999, 2 en 2003

- Participation à la Coupe du Monde 1995 (3 matchs disputés, 3 comme titulaire), 1999 (3 matchs disputés, 3 comme titulaire), 2003 (2 matchs disputés, 2 comme titulaire).